# Кольонія-Бистшицька
Кольонія-Бистшицька (пол. Kolonia Bystrzycka) — село в Польщі, у гміні Войцешкув Луківського повіту Люблінського воєводства.
Населення — 186 осіб (2011).
У 1975-1998 роках село належало до Седлецького воєводства.

## Демографія
Демографічна структура станом на 31 березня 2011 року:
|          | Загалом | Допрацездатний вік | Працездатний вік | Постпрацездатний вік |
| -------- | ------- | ------------------ | ---------------- | -------------------- |
| Чоловіки | 100     | 26                 | 67               | 7                    |
| Жінки    | 86      | 15                 | 53               | 18                   |
| Разом    | 186     | 41                 | 120              | 25                   |